# Апатит
Апати́т (грец. απαταω — обманюю) — мінерал з групи фосфатів. Раніше його приймали за інші мінерали подібного габітусу — берил, турмалін тощо. Безводний фосфат кальцію острівної будови. Стара українська назва — злудень.

## Історія і термін
У 1788 році перший науковий опис апатиту зробив нім. геолог А. Г. Вернер, який і запропонував назву цього мінералу
Термін походить від дав.-гр. ἀπατάω «обманюю». Це пов'язано з тим, що апатит зустрічається в природі в різних видах і зовні схожий на мінерали берил, діопсид або турмалін. Основною діагностичною ознакою апатиту служить призматичний вигляд кристалів; від схожого на нього берилу відрізняється істотно меншою твердістю.

## Загальний опис
Склад: Ca5[CO3][PO4]3(F, Cl, OH, О). Містить (%): CaO — 55,38; P2O5 — 42,06; F — 1,25; Cl — 2,33; Н2О — 0,56. У відповідності з цим розрізняються 1) фторапатит — фтор-вміщуючий; 2) хлорапатит — хлор-вміщуючий; 3) гідроксилапатит — ОН-вміщуючий. У природі переважають апатити, що містять фтор (фторапатити). Кальцій апатитів іноді заміщується стронцієм, кількість якого доходить до 11 %, а також рідкісноземельними елементами.

## Кристалографія
Сингонія гексагональна, гексагонально-біпірамідальний вид симетрії. Габітус. Часто зустрічається у вигляді призматичних кристалів призматичного, подовжено-призматичного габітуса, інколи — короткопризматичного або таблитчастого. Головні прості форми: {1010}, {1120}, {0001}, {10l2}, {1011}, {1121}, {2021}, {3142} та ін. Кристали, часто мають форму шестигранних призм, коротко- та довгопризматичні, товстотаблитчасті, голкоподібні. Кристали апатиту найчастіше витягнуті по головній осі.

## Фізичні властивості

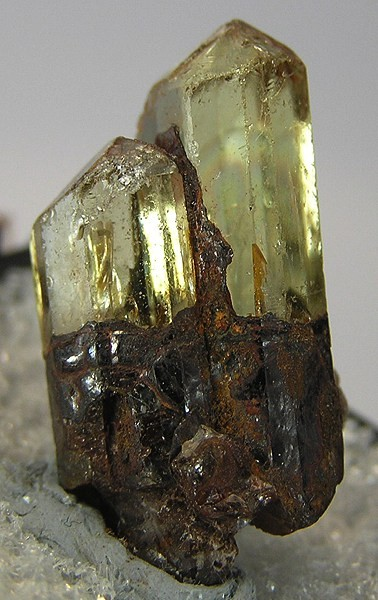
Апатит (CaF)

Колір дуже різноманітний, найчастіше блакитний, зелений, фіолетовий, безбарвний, білий, жовтий тощо.
Блиск скляний, на зломі — жирний. Спайність недосконала по (0001), по ній часто зустрічається окремість.
Твердість 5,5. Питома вага 3,18-3,22.
Зустрічається також у вигляді зернистих мас — у такій формі разом з нефеліном утворює величезне Хібінське родовище в Мурманській обл. Хібінські апатити і почасти фосфорити є осн. сировиною для виробництва штучних фосфатних добрив, а також фосфору та його сполук. Значно поширені зернисті, щільні, тонкокристалічні, інколи поперечно-жилкуваті і землисті утворення апатиту.

## Утворення і родовища
Головні промислові типи родовищ апатиту зв'язані з магматичними процесами, в результаті яких апатит концентрується у вивержених гірських породах, переважно в сієнітах. У цих випадках він часто асоціює з залізними рудами (родовище Кіроноваара у Швеції, гора Висока на Уралі). Винятковий інтерес мають родовища апатиту магматичного походження, зв'язані лужними виверженими породами. З них найбільшим у світі є саме Хібінське родовище на Кольському півострові.
Поширений як акцесорний мінерал багатьох магматичних порід і пегматитів. Зустрічається у контактово-метасоматичних утвореннях, гідротермальних жилах, є основною складовою частиною фосфатів.
Менше значення має апатит, який виник пневматолітовим шляхом на контактах, а також в жилах.
Родовища фосфоритів формуються в морських басейнах і зустрічаються в усіх відкладах від кембрійських до третинних. Вони продовжують формуватися і в даний момент.
Сировина для вироблення добрив.

### В Україні
В Україні є в Запорізькій, Харківській, Чернігівській, Івано-Франківській, Вінницькій та інших областях.
Зокрема, в Могилів-Подільському районі Вінницької області виявлено прояви апатиту в кристалічних породах, вміст якого в окремих тілах близько до промислових. Поблизу с. Тропове Могилів-Подільського району виявлено значних розмірів прояви вкрапленого апатиту в архейських плагіоклаз-піроксенових кристалосланцях. Група крутопадаючих рудних тіл, потужністю в 30-40 м. Кожне простежено буровими роботами на глибині від 60 до 300 м. Вміст Р2О5 в тілах коливається в межах 2,0-4,2 %. Сумарні прогнозні ресурси Р2О5 оцінені в 20 млн тонн.

## Різновиди
Розрізняють:
- апатит вуглецевий (гідроксилапатит, у якого частина фосфору заміщена вуглецем, містить до 4,43 % СО2); апатит залізистий (трипліт);
- апатит землистий (змінений апатит у вигляді землистих агрегатів);
- апатит ітріїстий (відміна апатиту з родовища Нарсарссуак, Ґренландія, яка містить до 4 % Y2O3);
- апатит карбонатний (апатит вуглецевий, подоліт) - з порожнин фосфоритових жовен на Поділлі, Україна. Назва "подоліт" була запропонована за місцем знахідки (В. М. Червінський, 1907)[3];
- апатит лужний (загальна назва для мінералів групи апатиту, які містять луги);
- апатит марганцевистий (відміна апатиту, яка містить до 11 % MnO);
- апатит арсенистий (мінерал, за складом проміжний між апатитом і свабітом, виявлений у родов. Франклін, шт. Нью-Джерсі, США);
- апатит мідний (відміна апатиту синього кольору, яка містить до 20,93 % CuO);
- апатит свинцевий (піроморфіт);
- апатит сульфатистий (відміна апатиту, яка містить SO2−
4);
- апатит сульфідний (мінерал, знайдений у ниркових каменях; у ньому дві групи ОН− заміщуються S2−); апатит уранистий (відміна апатиту, яка містить до 3,7 % UO2);
- апатит флуористо-хлористий (найпоширеніша відміна апатиту);
- апатит флуористо-хлористо-кисневистий (відміна апатиту з околиць м. Ігл, шт. Колорадо, США; містить 2,4 % F; 0,91 % Cl та додатковий кисень — 0,12 %);
- апатит хлористо-флуористий (рідкісна відміна апатиту, в якій хлору менше за флуор);
- апатит церіїстий (відміна апатиту, яка містить до 3 % Ce2O3).

Найчастіше зустрічається фтор-апатит, часом F (або Cl) заміщується на CO3, SO4, OH та ін.

## Група апатиту
Апатиту група (рос. апатита группа; англ. apatite group; нім. Apatitgruppe) — включає мінерали: беловіт, ванадиніт, вілкеїт, гедіфан, гідроксилапатит, даліт, джонбауліт, льюістоніт, міметезит, піроморфіт, сааміт, свабіт, стронціоапатит, ферморит, франколіт, флуорапатит, хлорапатит.